# Oșești
Oșești es una comuna ubicada en el distrito de Vaslui, Rumania.

## Superficie
Posee una superficie de 50,96 kilómetros cuadrados.

## Demografía
Hasta 2021 la población era de 2870 habitantes, con una densidad de población de 56,32 habitantes por kilómetro cuadrado.